# ジェイムス・ゴヴァン
ジェイムス・ゴヴァン（James Govan、1949年9月2日 - 2014年7月18日）はアメリカのソウル/R&Bの歌手。1949年9月ミシシッピ州生まれで、1950年代にメンフィスに移り住んだ。
中堅的なサザン・ソウル・シンガー。フェイムなどに数枚録音を残している。その後、THE HILIGHTSというソウル・グループのリードを担当して、Blue Townからシングルを出している。2014年7月18日、死去。

## ディスコグラフィ

### アルバム
- 1988: I'm In Need(Charly 1162 )
- 1996: I'm In Need
- 1998: A Night on Beale (feat Boogie Blues Band)
- 2003: Eyes/Dangerous (percussion)

### シングル
- Fame 1461 - Jamblyia / Wanted Love (69)
- Fame 1473 - You Got A Lot To Like / Something (69)
- Fretone 006 - Frumpy / Roland (74)
- Envelope 7002 - Uphill Climb [Deep] / Jealous Kind (84)

| スタブアイコン | サブスタブ | この項目は、まだ閲覧者の調べものの参照としては役立たない、歌手に関連した書きかけの項目です。この項目を加筆・訂正などしてくださる協力者を求めています（P:音楽/PJ:芸能人）。 |